# Liste von Persönlichkeiten der Stadt Wertheim
Diese Liste von Persönlichkeiten der Stadt Wertheim zeigt die Bürgermeister, Ehrenbürger, Söhne und Töchter der Stadt Wertheim.
Das Stadtgebiet Wertheims besteht aus der Kernstadt, 15 Ortschaften (Bettingen, Dertingen, Dietenhan, Dörlesberg, Grünenwört, Höhefeld, Kembach, Lindelbach, Mondfeld, Nassig, Reicholzheim mit Bronnbach, Sachsenhausen, Sonderriet, Urphar und Waldenhausen) mit je einer eigenen Ortsverwaltung und einem Ortsvorsteher sowie 6 Stadtteilen (Bestenheid, Bestenheider Höhe, Eichel/Hofgarten, Reinhardshof, Vockenrot und Wartberg) mit je einem Stadtteilbeirat und einem Stadtteilbeiratsvorsitzenden. Die 15 Ortschaften sind ehemals selbstständige Gemeinden, die erst bei der Gebietsreform der 1970er Jahre nach Wertheim eingegliedert wurden.
Die Liste erhebt keinen Anspruch auf Vollständigkeit.

## Ehrenbürger
Laut Satzung der Stadt soll die Zahl der Ehrenbürger nicht mehr als vier lebende Personen betragen. Folgenden Personen, die sich in besonderer Weise um das Wohl oder das Ansehen der Kommune verdient gemacht haben, wurde das Ehrenbürgerrecht verliehen:
- 1829: Venantius Arnold, Erbauer der katholischen Kirche St. Venantiuis
- 1839: Reinhard Christian Wilhelm Aurelius Steimmig, Medizinalrat
- 1933: Paul von Hindenburg, Reichspräsident, und Adolf Hitler, Reichskanzler (Verleihung wurde für beide durch Gemeinderatsbeschluss vom 7. Dezember 1945 für nichtig erklärt)[2]
- 1946: Hans Bardon, Bürgermeister a. D.
- 1960: Karl Bär, Stadtpfarrer i. R.
- 1961: Carl Roth, Bürgermeister a. D.
- 1963: Alfred Zippe, Unternehmer
- 1966: Walter Schüßler, Pastor i. R.
- 1973: Kurt Lutz, Architekt
- 1975: Karl Leiß, Werkmeister a. D.
- 1975: Hans Löber, Unternehmer
- 1978: Rudolf Brand, Unternehmer
- 1981: Karl Josef Scheuermann, Oberbürgermeister a. D.
- 2003: Stefan Gläser, Oberbürgermeister a. D.
- 2004: Gerhard Schwend, Unternehmer
- 2010: Helmut Schöler, Unternehmer
- 2021: Renate Gassert, ehrenamtliche stv. Oberbürgermeisterin a. D.

## Söhne und Töchter der Stadt
Folgende Personen wurden in Wertheim (bzw. in einer Ortschaft oder einem Stadtteil des heutigen Stadtgebiets von Wertheim) geboren:

### 14. Jahrhundert
1330. Febr.1 wurden in einer Erbverzichtsurkunde des Domherren Rudolf, Graf von Wertheim folgende Bürger genannt, die auf Burgen der Wertheimer gesetzt wurden:
- Gernot Schultheiß zu Wertheim
- Gotfried Schrenken von Gerlachsheim
- Chunrad und Wernher Gebrüder Schetzelin

- Gernot, genannt Irrmut (* 1280 in Wertheim; † vor September 1347) war Oberhaupt einer Patrizierfamilie in Wertheim, Dertingen und Homburg am Main.
- Ernestus de Terdiagin armiger, 1315 (armiger = Waffenträger, Z.16,308)
- Echh. de Terdingen, Würzburger Lehenbuch A Unterfranken 24,8
- Hermannus de Terdingen, 1317 bis 1322, castrensis in Hohenburg (Homburg a. M. Standbuch Würzburg 350)
- Herm. de Terdingen, sororius Heroldi de Retstat (Retzstadt in Unterfranken)
- Apel von Terdingen, Edelknecht, 1349[3]

### 15. Jahrhundert
- Popo Fuchs von Kannenberg, 1400, Grundherr verkauft 1400 sein Gülte, Zins und Fälle zu Dertingen an den Johansen Graf zu Wertheim für 100 Gulden und 30 Gulden Frankfurter Währung[4]
- Gernoth Irmuth, 1403, Bestätigung des Lehnempfangs (Lehensrevers) durch Graf Johann v. Wertheim für das Horandsche Haus zu Dertingen, d. h. Gernoth hatte das Haus zu Dertingen und den Kirchhof zum Lehen[5]
- Hans Irrmut, 1429, Sohn des Gernot Irrmut erhält das Mannlehen Dertingen[6]
- Johannes Kerer, um 1430, Universitätslehrer, Münsterpfarrer in Freiburg und Weihbischof in Augsburg

### 16. Jahrhundert
- Johann Dietrich von Löwenstein-Wertheim-Rochefort (1585–1644), Graf von Löwenstein

### 17. Jahrhundert
- Johannes Tilemann (ca. 1605–1682), Medizinprofessor; Leibarzt des Mainzer Kurfürsten Johann Philipp von Schönborn
- Philipp Friedrich Buchner (1614–1669), Komponist
- Johann Daniel Crafft (1624–1697), Chemiker und praktischer Volkswirt
- Johann Philipp Förtsch (1652–1732), Komponist, Staatsmann und Arzt
- Michael Förtsch (1654–1724), lutherischer Theologe
- Johann Ernst von Löwenstein-Wertheim-Rochefort (1667–1731), Bischof von Tournai
- Johann Friedrich Winckler (1679–1738), lutherischer Theologe
- Dominik Marquard zu Löwenstein-Wertheim-Rochefort (1690–1735), zweiter Fürst von Löwenstein

### 18. Jahrhundert
- Christian Philipp von Löwenstein-Wertheim (1719–1781), General der Kavallerie
- Johann Karl Ludwig zu Löwenstein-Wertheim-Freudenberg (1740–1816), regierender Fürst
- Henri-Joseph Rigel (1741–1799), Komponist
- Friedrich Karl zu Löwenstein-Wertheim-Freudenberg (1743–1825), Fürst
- Johann Friedrich Neidhart (1744–1825), Pädagoge und Schulleiter des heutigen Gymnasiums
- Christian Lorenz Gerner (1747) Bestellung zum Hausmeister und Konditor des Grafen Joh. Lud. Vollrath zu Löwenstein[7]
- Johann Christoph Friedrich Schulz (1747–1806), evangelischer Theologe, Hochschullehrer und Superintendent
- Karl Joseph Dietz (1772–1845), Schultheiß und Landrat
- Georg zu Löwenstein-Wertheim-Freudenberg (1775–1855), Standesherr, Fürst von Löwenstein-Wertheim-Freudenberg
- Johann Albrecht Friedrich von Eichhorn (1779–1856), preußischer Kultusminister
- Konstantin zu Löwenstein-Wertheim-Rosenberg (1786–1844), bayerischer General
- Franz Stephani (1796–1860), Beamter und Oberkirchenrat der badischen Landeskirche

### 19. Jahrhundert
- Christian Friedrich Platz (1800–1876), Gymnasiallehrer, Übersetzer, Politiker und Archivar
- Christoph Schmezer (1800–1882), Pfarrer
- Amalie Baader (1806–1877), Schriftstellerin und Vereinsgründerin
- Vollrath Vogelmann (1808–1871), badischer Finanzminister
- Karl Wiebel (1808–1888), Lehrer und Naturforscher
- Carl Eichhorn (1810–1890), lutherischer Pastor in Baden und Hessen, in Kembach geboren
- Andreas Fries (1811–1890), Wertheimer Chronist
- Heinrich von Feder (1822–1887), liberaler Politiker, Mitglied der II. badischen Kammer
- Edmund Kamm (1825–1895), Landesgerichtspräsident in Mosbach und Konstanz, Mitglied der Ersten Kammer der Badischen Ständeversammlung
- Ferdinand zu Ysenburg-Philippseich (1832–1893), preußischer Generalmajor
- Hieronymus Mueller (1832–1900), Erfinder und Unternehmer; emigrierte in die USA
- Johann Ludwig Gerner, Lehrer in Kembach
- Alexander Friedrich (1843–1906), Politiker
- George Gunther (ursprünglich: G. Günther, 1845–1912), deutschamerikanischer Brauer und Brauereibesitzer
- Wilhelm Hübsch (1848–1928), badischer Kultusminister
- Wilhelm Blos (1849–1927), württembergischer Staatspräsident
- Wilhelm Weimar (1857–1917), Museumswissenschaftler, Zeichner, Typograf und Fotograf
- Maria Josepha von Portugal (1857–1943), Infantin von Portugal
- Adelgunde von Portugal (1858–1946), Herzogin von Guimarães und Infantin von Portugal
- Maria Anna von Portugal (1861–1942), Infantin von Portugal
- Maria Antonia von Portugal (1862–1959), Infantin von Portugal
- Ludwig Zorn (1865–1921), Maler
- Walther Aichele (1889–1971), Sprachwissenschaftler und Hochschullehrer an der Universität Hamburg
- Martin Henglein (1882–1963), Mineraloge
- Georg von Hertling (1883–1942), Landrat des Landkreises Laufen
- Hermann Götz (1888–1971), Unternehmer und Landrat des Landkreises Tauberbischofsheim[8]
- Adalbert Ullmer (1896–1966), Politiker (NSDAP)
- Alfons Trunk (1892–1970), Landrat im Landkreis Lichtenfels
- August Futterer (1865–1927) und Josef Futterer (1871–1930), Zeichner, Maler und Radierer, 1912 Ehrenbürger des heutigen Ortsteils Mondfeld

### 20. Jahrhundert
- Matthäus Klein (1911–1988), Philosoph und Ethiker, geboren in Bettingen
- Gerd Herrmann (1913–2003), Jurist, Lyriker, Übersetzer und Autor
- Shimon Schwarzschild (* 1925), Ökoaktivist
- Ulrich Brecht (1927–2003), Regisseur und Theaterintendant
- Horst Indlekofer (* 1941), Hochschullehrer
- Karl Heinz Roth (* 1942), Arzt, politischer Publizist und Historiker
- Karl-Heinz Indlekofer (* 1943), Mathematiker
- Gebhard Schweigler (1943–2023), Politikwissenschaftler und Hochschullehrer
- Gerd Langguth (1946–2013), Politikwissenschaftler
- Bernd Schorb (* 1947), Professor für Medienpädagogik und Weiterbildung
- Klaus Zimmermann (* 1947), Sprachwissenschaftler und Iberoamerikanist
- Ekkehart Rotter (* 1948), Mittelalterhistoriker
- Alexander Rajcsányi (* 1952), Realschullehrer, Schriftsteller und Dichter
- Harry Richter (* 1953), Brigadegeneral
- Margarete Bause (* 1959), Landespolitikerin (B90/Grüne) in Bayern
- Theodor Weimer (* 1959), Vorstandsvorsitzender der Deutsche Börse AG
- Klaus-Peter Horn (* 1960), Erziehungswissenschaftler und Hochschullehrer
- Martina Kempf (* 1964), Politikerin
- Philipp Gassert (* 1965), Historiker
- Egbert Geier (* 1965), Kommunalpolitiker (SPD)
- Christian Dörr (* 1967), Schriftsteller und Lehrer
- Ralf Zacherl (* 1971), Meister- und Fernsehkoch
- Olaf Przybilla (* 1972), Journalist
- Simone Bauer (* 1973), Florettfechterin und zweimalige deutsche Einzelmeisterin[9]
- Stefan Keppler-Tasaki (* 1973), Literaturwissenschaftler[10]
- Thomas Reis (* 1973), Fußballspieler
- Normann Stadler (* 1973), Triathlet, Sieger des Ironman Hawaii 2004, 2006
- Michael Ballweg (* 1974), Politaktivist
- Tanja Eichner (* 1974), politische Beamtin (CDU)
- Alexander Klein (* 1982), Journalist und Moderator
- Constantin Herzog (* 1984), Musiker (Kontrabass)
- Oliver Hildenbrand (* 1988), Politiker (Bündnis 90/Die Grünen)
- Jana Beuschlein (* 1995), Fußballspielerin
- Luisa Kattinger (* 1995), Radsportlerin
- Philipp Ochs (* 1997), Fußballspieler
- Prince Owusu (* 1997), Fußballspieler

### 21. Jahrhundert
- Daniel Halemba (* 2001), bayerischer AfD-Landtagsabgeordneter

## Weitere mit Wertheim in Verbindung stehende Personen

### 17. Jahrhundert
- Caspar Merian (1627–1686) zog sich 1672 auf ärztliches Anraten nach Wertheim zurück und blieb dort bis 1677.
- Wilhelm Zesch (1629–1682), evangelischer Theologe, von 1665 bis 1678 Superintendent in Wertheim

### 19.–20. Jahrhundert
- Oberamtmänner und Landräte des Bezirksamts Wertheim (1819 bis 1938).
- Während der NS-Zeit ermordete Einwohner (1933–1945): Die während der Zeit des Nationalsozialismus von 1933 bis 1945 ermordeten Einwohner von Wertheim werden in den Artikeln der jüdischen Gemeinden Dertingen und Wertheim erwähnt.
- Carl Christian Knaus (1801–1844), Kameralist und Agrarwissenschaftler, Ökonomierat in Wertheim
- Gerhard Lötsch (1930–2009), Historiker, Schriftsteller und Theologe. Von 1961 bis 1977 evangelischer Pfarrer in Nassig.